# Sadiel Rojas
Sadiel Antonnio Lucciano Rojas Thompson (* 16. Juli 1989 in Sedgwick (Kansas))  ist ein ehemaliger dominikanisch-US-amerikanischer Basketballspieler.

## Laufbahn
Rojas spielte als Jugendlicher an der Grace Prep im US-Bundesstaat Texas und als Student zwischen 2007 und 2011 an der Oklahoma Wesleyan University. 2009 gewann er mit der Hochschulmannschaft den Meistertitel in der zweiten Division des Hochschulsportverbands NAIA. Er wurde von der Vereinigung der US-amerikanischen Basketballtrainer in der Saison 2010/11 als bester Spieler der NAIA II ausgezeichnet. An der Oklahoma Wesleyan University war er Mannschaftskamerad von Steve Briggs, der später in Deutschland spielte.
Als Berufsbasketballspieler war Rojas bei Vereinen in der Dominikanischen Republik, in den Vereinigten Staaten sowie in Spanien beschäftigt. 2014 gewann er mit den Fort Wayne Mad Ants die Meisterschaft in der US-amerikanischen NBA D-League. In der spanischen Liga ACB bestritt Rojas zwischen 2014 und 2023 insgesamt 292 Spiele für CB Murcia.

### Nationalmannschaft
Rojas war Mitglied der Nationalmannschaft der Dominikanischen Republik. Als solcher trug er 2016 zum Gewinn der Bronzemedaille bei der Meisterschaft der karibischen und mittelamerikanischen Staaten bei.